# Богдановский сельский совет (Павлоградский район)
Богдановский сельский совет (укр. Богданівська сільська рада) — входит в состав
Павлоградского района
Днепропетровской области
Украины.
Административный центр сельского совета находится в 
с. Богдановка.

## Населённые пункты совета
- с. Богдановка
- с. Мерцаловка
- с. Самарское
- с. Шахтёрское